# 六羽川合戦
六羽川合戦（ろっぱがわかっせん）は、天正7年（1579年）7月4日に陸奥国六羽川（現・青森県平川市）において、大浦氏と安東氏の命を受けた比山氏ら連合軍との間に起きた戦い。

## 戦いの背景
南部氏からの独立を目指す大浦為信（後の津軽為信）は、大光寺城・石川城・浪岡城など南部氏や浪岡氏側の国人の諸城を攻略した。
それにより、滝本重行や浪岡一族などの多くの諸将が、主家の南部氏や出羽国の安東氏などのもとに逃れた。また、浪岡氏を滅ぼしたことにより、安東氏との関係も悪化した。

## 戦いの経過
天正7年（1579年）7月4日、安東氏の命を受け、比山六郎・七郎兄弟が津軽へと侵攻した。これに大浦為信から城を追われた滝本重行、北畠（浪岡）顕則らも参陣、浅利氏や大鰐、碇ヶ関方面の土民たちの協力もあり、軍勢は1千に膨れ上がった。
まず連合軍は、滝本重行の仇敵・乳井建清が城主を務めていた乳井城・乳井茶臼館・乳井古館に攻め入り、建清が留守であったこともあり3城は瞬く間に落城した。続いて沖館城に攻め入るも城主・阿部兵庫介の奮戦により、撤退した。
その後、六羽川の畔（現・青森県平川市）において大浦軍と激突した。連合軍は占領した乳井茶臼館、大浦軍は大坊・岩館に本陣を置いた。戦いは夕暮れまで続き、大浦軍は次第に追い詰められ、為信本陣の旗本もほとんどが討ち死にした。すると、本陣にいた田中太郎五郎が為信の身代わりとなって突撃、為信を討ち取ったと思い込み油断した連合軍は隙をつかれ、大将の比山六郎が討ち死にした。これによって、連合軍は総崩れとなって敗走し、大館に撤退した。

## その後の情勢
その後、津軽には南部氏当主・南部信直の弟・石川政信らが入ったともされるが、定かではない。大浦氏は後に津軽を征服し、外ヶ浜（現・青森県青森市）と糠部の一部（現・青森県平内町）を手中に収めた。
為信の身代わりとなった田中太郎五郎については、その後、嫡子田中宗右衛門に100石を加増し、津軽の忠臣の家として遇した。昭和34年（1959年）には、子孫にあたる元外交官・佐藤尚武らによって「津軽之忠臣」の碑が建立され、かつてこの地で戦があったことを物語っている。